# Раламбу
Раламбу (*д/н — бл. 1612) — 2-й мпанзака (володар) держави Імерина у 1575—1612 роках. Провів адміністративні та військові реформи.

## Життєпис
Син Андріаманело, правителя Імерини, та Рандапаволі, доньки Рабібі, правителя держави Амбохідрабібі. Згідно з однією з легенд, у дитинстві мав ім'я Рабібі, але після успішного вбивства в лісі особливо лютого кабана (ламбо) змінив на Раламбу. Інша історія приписує його ім'я кабану, який пройшов повз поріг будинку, де відпочивала його мати незабаром після його народження. Ще за однією версією він взяв ім'я Раламбу після пропагування споживання м'яса зебу, що називається ламбо у протомалагазькій мові.
У 1575 році успадкував владу. Продовжив політику зі зміцнення державності. Переніс столицю з Аласори до Амбохідрабібі. Перейменував державу в Імерина (Земля народу мерина). Заклав основи формування знаті, розділивши її на 4 ряди. Запровадив правила шлюбу для знаті — між названими батька і пасинками (пасорбицями), між зведеними сестрами і братами, йому також приписується впровадження полігамії. Вважається, що практика освячення померлих володарів Імерини також походить від Раламбу.
Раламбу розширив та посилив свою державу шляхом успішних дипломатичних і військових дій. Він домігся закупівлі вогнепальної зброї в європейських мандрівників-колоністів в обмін на торгівлю рабами. Це дозволило Раламбо переозброїти свою армію й зробити її найсильнішою на острові. Він увів податки для населення (вадін-айна — «ціна безпечного життя»), активно впроваджував традиції скотарства (розведення великої рогатої худоби, насамперед зебу), створив регулярну армію, що дозволило йому у битві біля Мандамако (на північ від Аласори) відбити напад сусідньої ворожої народності бецімісарака. Потім завдав поразки останньому значному вождівству вазімби Імерінкасінініні на чолі із Андріанафоваратрою. Цим остаточно закріпив за собою звання найсильнішого на острові. Для забезпечення війська створив спеціальні підрозділи ковалів, що супроводжували вояків.
Йому також приписується заснуванню традиційного свята фандроани («Монарші лазні»). Втім на думку дослідників він лише систематизував, розширив та надав блиску стародавнім ритуалам. Це свято відбувалося в день народження правителя, відрізняючись споживанням смаженого зебу. Також впровадив систематизацію культів богів, поклоніння ідолам та амулетам (сампі), намагаючись цим ще більше поєднати підвладні племена.
Помер близько 1612 року. Трон посів другий син Андріаджака.